# 玉名市立有明中学校
玉名市立有明中学校（たまなしりつ ありあけちゅうがっこう）は、熊本県玉名市大浜にある市立の中学校。

## 概要
歴史
1947年（昭和22年）の学制改革で発足した新制中学校2校（大豊・横島）が、1978年（昭和53年）に統合して開校した。現校名となったのは2005年（平成17年）。2023年（令和5年）に創立（統合）45年を迎えた。
校訓
「誠実・希望・創造」- 1978年（昭和53年）に制定。
学校教育目標
「ふるさとを愛し、未来の創り手となる生徒の育成」
校章
中央に「中」の文字を配している。
校歌
1979年（昭和54年）制定。作詞は佐藤末治、作曲は士野優による。歌詞は3番まであり、各番の歌詞中に校名の「有明中学校」が登場する。
通学区域
小学校区は以下の通り。
- 玉名市立大豊小学校（2025年（令和7年）4月に豊水小・大浜小が統合）
- 玉名市立横島小学校

## 沿革
旧・大豊中学校
- 1947年（昭和22年）4月 - 学制改革（六・三制の実施）により、大浜村と豊水村で組合を組織し、「大浜町豊水村組合立 大浜豊水中学校」が創立。
- 1948年（昭和23年）4月 - 豊水村が大浜町との組合を解消し、大野村と組合を組織。
  - 「大浜町立大浜中学校」（大浜小学校に併設）
  - 「豊水村大野村中学校組合立 大豊中学校」
- 1949年（昭和24年）4月 - 豊水村が大野村との組合を解消し、再び大浜町と組合を組織。
  - 「大浜町1ヶ村組合立 大豊中学校」[2]
- 1951年（昭和26年）4月 -「大浜町豊水村組合立 大豊中学校」と改称。
- 1954年（昭和29年）4月1日 - 3町9村の合併により「玉名市」が発足。「玉名市立大豊中学校」（最終名）と改称。

旧・横島中学校
- 1947年（昭和22年）4月 - 学制改革（六・三制の実施）により、新制中学校「横島村立横島中学校」が創立。横島小学校に併設される。
- 1968年（昭和43年）11月1日 - 横島村が町制施行により「横島町」となる。「横島町立横島中学校」（最終名）と改称。

統合
- 1978年（昭和53年）
  - 4月1日 - 上記中学校2校（大豊・横島）が統合し、「玉名市横島町中学校組合立 有明中学校」が発足。生徒数538。
  - 11月16日 - 校訓を制定。
- 1979年（昭和54年）3月3日 - 校歌を制定。
- 2005年（平成17年）10月3日 - 横島町が玉名市と合併し、「玉名市立有明中学校」（現校名）と改称。
- 2008年（平成20年）4月 - 2学期制を導入。
- 2014年（平成26年）3月 - 武道場が完成。

## 交通アクセス
最寄りの幹線道路
- 国道501号
- 熊本県道1号熊本玉名線
- 熊本県道113号玉名植木線

## 周辺
- 大浜郵便局
- 慈保育園
- 菊池川